# Little Mix
Little Mix este un grup muzical feminin din Regatul Unit format în 2011, în a cărui componență intră Perrie Edwards, Leigh-Anne Pinnock și Jade Thirlwall, fosta membră, Jesy Nelson, părăsind grupul in 2020 din cauza unor probleme de sănătate mentală.  Grupul s-a format exclusiv pentru sezonul 8 a The X Factor în 2011 și a devenit primul grup care a câștigat competiția. În urma victoriei, fetele au semnat un contract cu casa de discuri Syco Records a lui Simon Cowell și au lansat o versiune a cântecului „Cannonball” de Damien Rice (cântecul ce le-a adus victoria).
Little Mix este una dintre cele mai de succes trupe de la X Factor. Trupa a avut cinci single-uri numărul unu în UK Singles Chart și a obținut cele mai multe single-uri numărul unu pentru o trupă câștigătoare a emisiunii. În 2021, Little Mix a devenit primul grup de fete care a petrecut 100 de săptămâni combinate în top 10 al UK Singles Chart. Grupul a lansat șase albume de studio, dintre care cinci au fost certificate cu Platină de către British Phonographic Industry. În 2018, au devenit primul grup de fete care a avut cinci albume de studio consecutive în top cinci în Regatul Unit.
Albumul lor de debut, DNA, este cel mai bine clasat album de debut al unui grup de fete britanic în US Billboard 200. Glory Days a devenit primul album al Little Mix care a ajuns pe primul loc în UK Albums Chart. Albumul a petrecut cinci săptămâni pe primul loc, cele mai multe pentru un grup de fete de la albumul de debut al Spice Girls. A devenit albumul cu cele mai rapide vânzări al unui grup de fete pe primul loc în ultimii cincisprezece ani și a înregistrat cele mai mari vânzări de albume în prima săptămână în Marea Britanie pentru un grup de fete de la Spiceworld încoace. Glory Days este cel mai longeviv album al unui grup de fete care se află în top 40 în UK Albums Chart. În 2021, Between Us a fost desemnat unul dintre primele zece cele mai bine vândute albume ale Sony Music la nivel global în acel an. Little Mix este una dintre cele mai bine vândute trupe britanice și unul dintre cele mai bine vândute grupuri de fete din toate timpurile, vânzând peste 65 de milioane de discuri în întreaga lume. Grupul a fost numit unul dintre cele mai mari grupuri de fete din toate timpurile și cel mai mare grup de fete din anii 2010. În 2018, Forbes, le-a numit ca fiind unul dintre cele mai influente acte din Europa. Ele sunt incluse de Debrett's pe lista celor mai influente persoane din Marea Britanie, cu o avere netă de 66,7 milioane de lire sterline. În 2021, Little Mix a devenit primul grup feminin care a câștigat premiul Brit Award pentru grupul britanic. Printre distincțiile obținute se numără două Brit Awards, șapte MTV Europe Music Awards (cele mai multe premii pentru cel mai bun act din Marea Britanie și Irlanda), două premii japoneze Gold Disc Awards, patru Glamour Awards, un iHeartRadio Music Award și un Guinness World Record. În 2022, grupul a început o pauză pe termen nedefinit pentru a se ocupa de proiecte solo.

## Istorie

### 2011–2012: Formarea și X Factor
În 2011, Edwards, Thirlwall, Pinnock și Nelson au audiat individual cu succes ca soliste pentru cea de-a opta serie a versiunii britanice a emisiunii The X Factor, în fața juraților Louis Walsh, Gary Barlow, Tulisa și Kelly Rowland, au eșuat la prima probă din secțiunea "bootcamp". Ele au primit o altă șansă de a concura atunci când au fost plasate în două ansambluri separate de către juriu în timpul etapei "group bootcamp", cu Edwards și Nelson în grupul Faux Pas, format din patru membri, și Thirlwall și Pinnock în grupul Orion, format din trei membri. Ambele grupuri nu au reușit să treacă în etapa următoare. O decizie ulterioară a juriului a rechemat doi membri din fiecare grup pentru a forma grupul Rhythmix, format din patru persoane, trimițându-le în secțiunea "casele juriului".
Au ajuns în secțiunea de show-uri live și au fost îndrumate de Tulisa. În timpul primului show live, pe 8 octombrie 2011, Rhythmix a interpretat piesa "Super Bass" a artistei americane Nicki Minaj. Interpretarea lor a fost lăudată de juriu, Barlow numindu-le "cea mai bună trupă de fete care a participat vreodată la X Factor". La 26 octombrie 2011, s-a anunțat că își vor schimba numele în urma unei dispute cu Rhythmix, o organizație caritabilă de muzică pentru copii cu același nume, cu sediul în Brighton, după ce programul a încercat să înregistreze marca "Rhythmix". Un purtător de cuvânt al The X Factor a declarat: "La cererea organizației caritabile Rhythmix, membrele grupului de fete Rhythmix au decis să își schimbe numele, o decizie care se bucură de sprijinul Syco și TalkbackTHAMES." S-a raportat că grupul a decis să facă această schimbare, fără a avea obligația legală de a face acest lucru, pentru a evita orice dificultăți pentru organizația caritabilă. Pe 28 octombrie 2011, a fost anunțat că noul nume al grupului va fi "Little Mix"

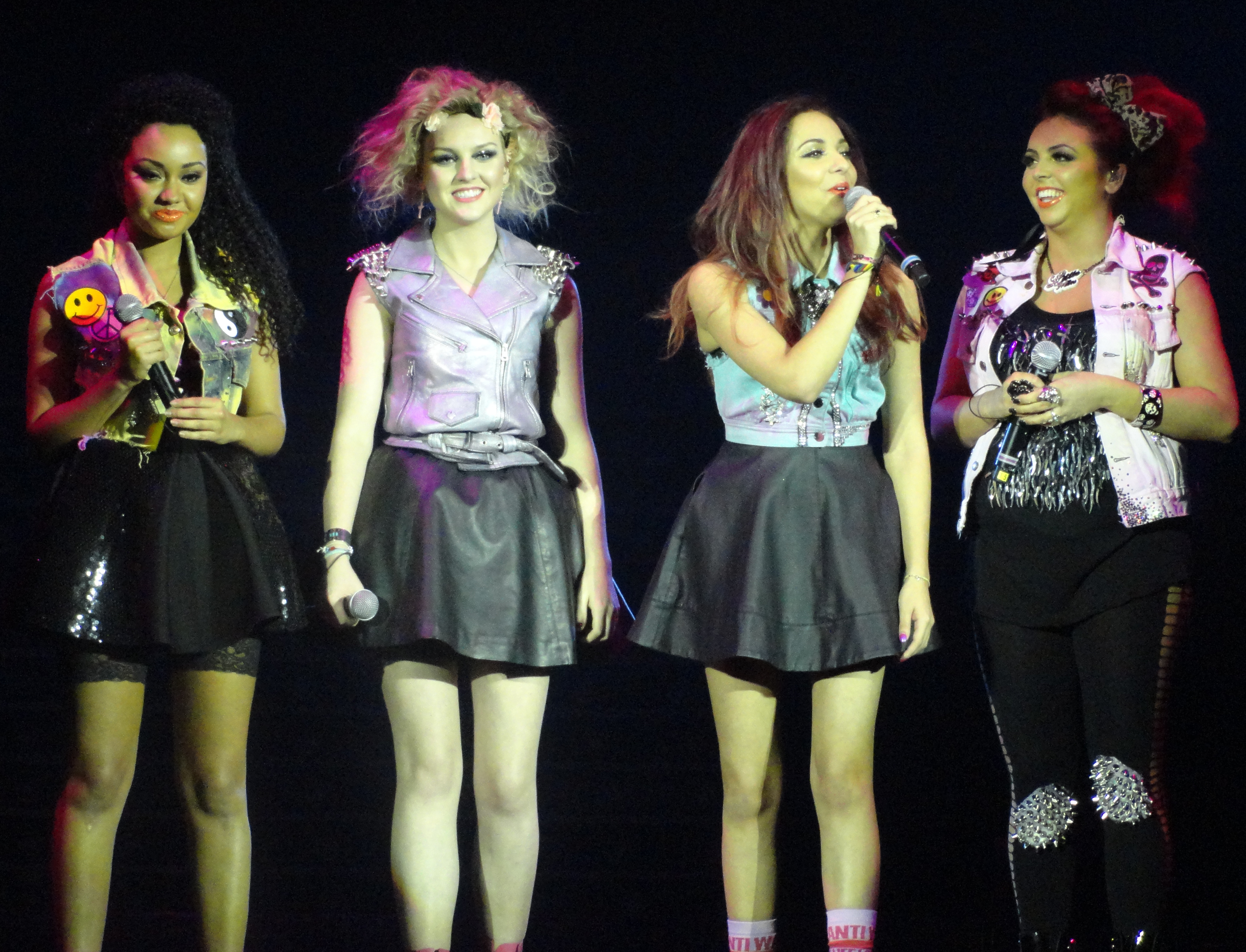
Little Mix în 2012

Pe 20 noiembrie 2011, Little Mix a devenit primul grup de fete din istoria de opt ani a emisiunii care a trecut de cea de-a șaptea ediție a show-ului live. Pe parcursul celorlalte etape ale competiției, grupul a primit în general un feedback pozitiv. În etapa semifinală a show-ului, Little Mix a interpretat piesa "You Keep Me Hangin' On" a trupei The Supremes, precum și hitul "If I Were a Boy" al lui Beyoncé. Interpretarea piesei "You Keep Me Hangin' On" a primit în mare parte feedback negativ din partea juraților, Walsh afirmând că "și-au pierdut farmecul", iar Rowland spunându-le grupului că le-a văzut făcând "performanțe vocale mai bune". A doua lor interpretare a serii, "If I Were a Boy", a fost în general apreciată de juriu, Walsh spunându-le că au "un potențial uimitor" și numindu-le "următoarea mare trupă de fete". De asemenea, Rowland le-a spus că ar putea fi "incredibil de dinamice" și că "vor schimba lumea" atunci când își vor găsi puterea una în cealaltă. Ulterior, s-a aflat că Little Mix a câștigat votul publicului în semifinală cu 34,4% și a avansat în finala show-ului de la Wembley Arena, alături de Marcus Collins și Amelia Lily, devenind astfel prima trupă de fete care a ajuns în finală. 
Pe 11 decembrie, Little Mix au fost anunțate câștigătoare, fiind pentru prima dată când un grup a câștigat show-ul din Marea Britanie și al doilea (din cinci) în franciza mondială (după Random în prima serie a versiunii australiene). Single-ul câștigător a fost un cover al piesei "Cannonball" a lui Damien Rice, care a fost lansat prin descărcare digitală pe 11 decembrie 2011 și pe CD pe 14 decembrie 2011. Single-ul lor de debut a ajuns pe primul loc în UK Singles Chart la 18 decembrie 2011. A ajuns pe primul loc de Crăciun în topul irlandez al single-urilor, devansând melodii inedite ale trupei The Saw Doctors și ale lui Ryan Sheridan.

### 2012–2013: DNA și succesul internațional
Pe 25 ianuarie 2012, Little Mix și-a făcut o apariție la National Television Awards și au interpretat piesa "Don't Let Go (Love)" a trupei En Vogue. De asemenea, i-au însoțit pe colegii lor din juriu, Gary Barlow și Tulisa Contostavlos, pe scenă pentru a primi premiul pentru cel mai bun show de talente, care fusese câștigat de X Factor. În mai 2012, Little Mix a semnat un contract cu Vivid și Bravado pentru a lansa produse de firmă, inclusiv păpuși, puzzle-uri, accesorii și jocuri. Înainte de lansarea single-ului de debut, grupul a făcut un cover a cappella al piesei "End of Time" a lui Beyoncé și l-a încărcat pe YouTube; cover-ul a fost lăudat de public, în special pentru armoniile impresionante ale grupului. Mai târziu, în august, au mai încărcat un alt cover, de data aceasta un cover acustic al piesei "We Are Young" de Fun ft. Janelle Monáe, care a primit din nou un feedback pozitiv, în general, pentru armoniile grupului. Pe 1 iunie, un fragment din single-ul de debut "Wings" a fost prezentat în premieră la emisiunea de chat Alan Carr: Chatty Man înainte de lansarea sa ulterioară, în august. Little Mix au prezentat pentru prima dată single-ul lor de debut "Wings" la concertul T4 on the Beach din 1 iulie. Single-ul a debutat pe primul loc în UK Singles Chart. Pe 31 august 2012, autobiografia grupului, intitulată Ready to Fly, a fost lansată de Harper Collins.  În octombrie 2012, grupul a efectuat o vizită de promovare în Australia, datorită extinderii bazei de fani din această țară, printre destinații numărându-se Melbourne și Sydney. Călătoria a durat o săptămână, iar grupul a vizitat posturile de radio pentru a promova single-ul și albumul de debut. Au cântat single-ul "Wings" la emisiunea australiană X Factor și la emisiunea australiană de mic dejun Sunrise. "Wings" a ajuns ulterior pe locul 2 în topul australian iTunes și pe locul 3 în clasamentul ARIA. Albumul de debut, DNA, a fost lansat în noiembrie 2012. Nicola Roberts a co-scris o piesă intitulată "Going Nowhere" pe albumul DNA. Albumul a ajuns pe locul 3 atât în Irlanda, cât și în Marea Britanie. Al doilea single, "DNA", a fost lansat în octombrie, iar în ianuarie 2013 au semnat un contract de înregistrare cu Columbia Records în America de Nord. "Wings" a fost lansat ca single de debut în America pe 5 februarie 2013. În SUA, single-ul a ajuns pe locul 79 în topul Billboard Hot 100, în timp ce albumul a ajuns pe locul 4 în topul Billboard 200. Pe 3 februarie 2013, au lansat "Change Your Life" ca al treilea single al albumului, care s-a clasat pe locul 12 în UK Singles Chart. Pe 4 martie 2013, a fost anunțat că "How Ya Doin'?" va fi lansat ca al patrulea și ultimul single de pe albumul lor de debut. Pe 21 martie, au anunțat că următorul lor single, "How Ya Doin'?", o va avea ca invitată pe Missy Elliott, laureată a premiului Grammy. Pe 4 aprilie 2013, grupul a dezvăluit că vopseaua de păr Schwarzkopf Live Colour XXL va fi promovată prin intermediul videoclipului lor pentru piesa "How Ya Doin'?", în cadrul unui nou contract de sponsorizare. "How Ya Doin'?" a debutat pe locul 57 în UK Singles Chart pe 20 aprilie 2013, înainte de a urca pe locul 23 în săptămâna următoare. În cea de-a treia săptămână, piesa a ajuns pe locul 16, marcând al cincilea hit consecutiv a lui Little Mix în topul 20 din Marea Britanie. Piesa a mai rămas în top timp de șapte săptămâni. "How Ya Doin'?" s-a vândut în 120.000 de exemplare în Marea Britanie. Single-ul a debutat pe locul 55 în Irish Singles Chart pe 11 aprilie 2013. A urcat apoi în clasament până pe locul 26. În consecință, "How Ya Doin'?" a devenit primul single al Little Mix care nu a ajuns în top 20 în Irlanda, dar a petrecut în total șapte săptămâni în clasament. Single-ul a ajuns pe locul 16 în topul Scottish Singles Chart pe 11 mai 2013, marcând al cincilea hit consecutiv al grupului în top 20 în Scoția.

### 2013–2014:Saluteși "Word Up!"

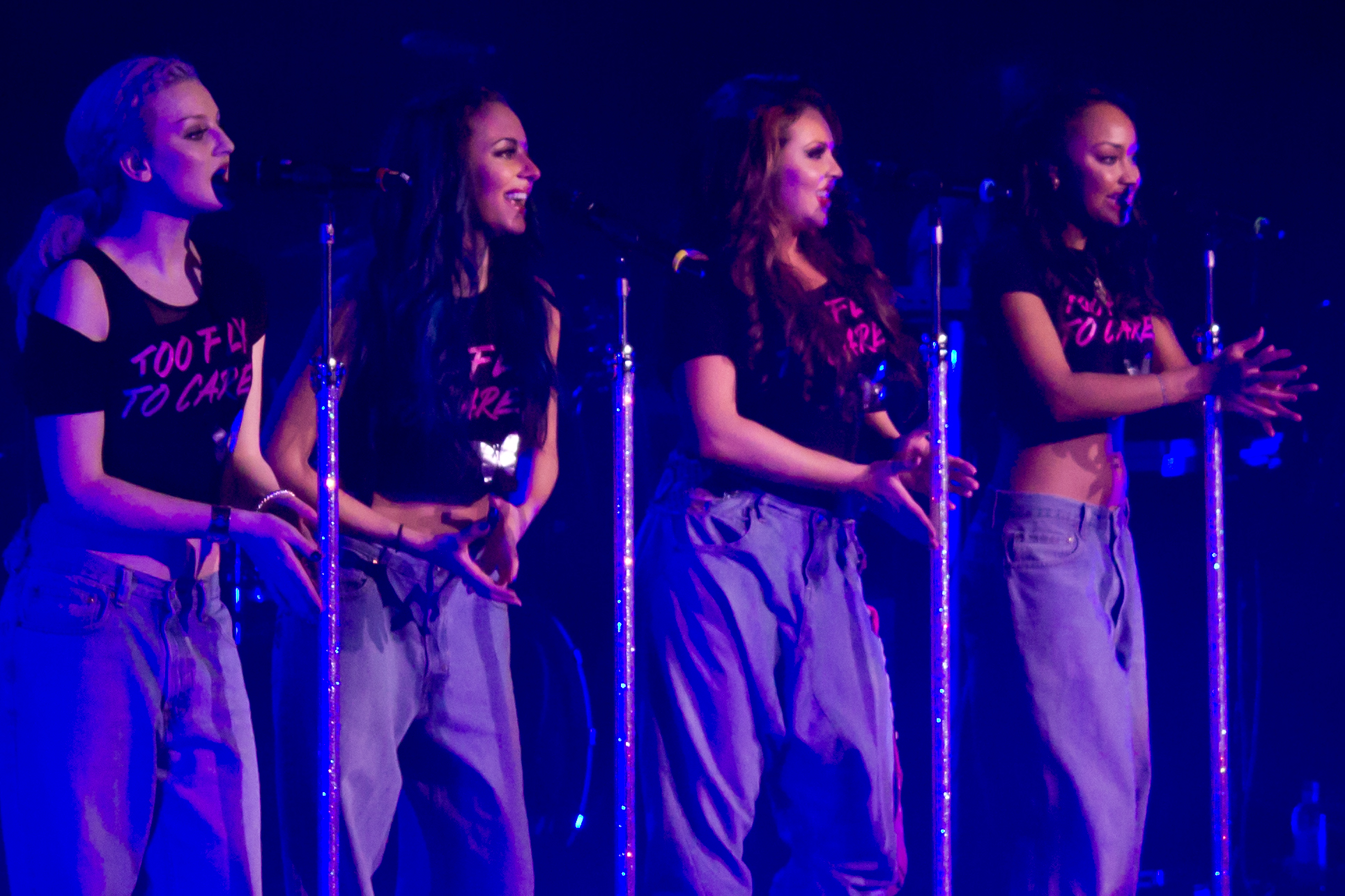
Little Mix - DNA Tour 2013

În martie 2013, Little Mix a început prima lor campanie de promovare în SUA. Într-un interviu acordat Digital Spy în martie 2013, ele au declarat că își doreau ca cel de-al doilea album al lor să aibă un sound mai mult R&B. Nelson a adăugat: "Personal, vreau să pun mai multe chestii dansante acolo. Adică, unul dintre cântecele care apar într-un club și care te fac să vrei să dansezi. Nu sună a David Guetta, ci mai degrabă a R&B - un pic ca Eve și Gwen Stefani cu "Let Me Blow Ya Mind". De asemenea, ele au dezvăluit că vor începe să scrie piese pentru noul album în lunile următoare. Pe 4 octombrie, au încărcat un videoclip pe pagina lor oficială de YouTube, anunțând că cel de-al doilea album se va numi Salute și că va fi disponibil pentru precomandă pe 7 octombrie. Albumul a fost lansat pe 11 noiembrie 2013 în Marea Britanie și a fost lansat în Statele Unite pe 4 februarie 2014. Pe parcursul procesului de înregistrare, Little Mix a lucrat cu mai mulți producători, printre care TMS, Future Cut, Fred Ball, Duvall și Jimmy Jam și Terry Lewis. Albumul a fost scris în mare parte de Little Mix, care au declarat că s-au implicat mai mult în dezvoltarea acestui album decât în cazul debutului lor.
Pe 23 septembrie 2013, piesa "Move" a fost difuzată în premieră la BBC Radio 1. Pentru acest single, Little Mix au lucrat cu Nathan Duvall, un producător R&B în plină ascensiune, și cu Maegan Cottone, antrenorul vocal al fetelor. "Move" a fost lansat pe 7 octombrie în Australia și Noua Zeelandă. Ulterior, acesta a fost lansat în Marea Britanie și Irlanda la 3 noiembrie. A fost trimisă la Mainstream Radio în SUA pe 18 februarie 2014 și a ajuns pe locul 38 în acel top. Melodia a ajuns pe locul trei în Marea Britanie, pe locul cinci în Irlanda, pe locul 19 în Japonia și pe locul 12 în Noua Zeelandă. Single-ul s-a clasat, de asemenea, în Australia, Belgia, Olanda și Slovacia. De atunci, "Move" a fost certificat cu aur în Australia pentru vânzări de 35.000 de exemplare și cu aur în Marea Britanie pentru vânzări de 400.000 de exemplare. "Little Me" a fost ales ca al doilea single de pe album. Piesa a fost compusă de TMS și Iain James și produsă de TMS. Pe 21 noiembrie 2013, Little Mix a dezvăluit printr-un mesaj video pe YouTube că au decis să o lanseze ca al doilea single pentru că avea o mare însemnătate pentru ele și a fost scrisă cu gândul la fanii lor. Piesa a ajuns pe locul 14 în Marea Britanie, pe locul 15 în Islanda și pe locul 16 în Olanda. De asemenea, a intrat în topurile din Australia, Irlanda și Liban. Trupa a lansat o versiune cover a piesei "Word Up!" a lui Cameo ca single oficial pentru Sport Relief 2014. Piesa a ajuns pe locul șase în Marea Britanie și pe locul treisprezece în Irlanda, fiind de asemenea clasată în Australia, Austria, Danemarca și Franța. 
Little Mix au anunțat pe 5 aprilie 2014 că piesa care dă titlul albumului, "Salute", va fi lansată ca al treilea single al albumului. Acesta a avut impact la radioul britanic pe 28 aprilie 2014. Videoclipul oficial a fost lansat în premieră pe 2 mai 2014 pe canalul oficial de YouTube al grupului. Acesta a fost lansat la 1 iunie. În decembrie 2013, grupul a anunțat datele din Marea Britanie și Irlanda pentru cel de-al doilea turneu The Salute Tour, iar datele din America de Nord au fost adăugate în aprilie 2014. Turneul a început pe 16 mai 2014 în Birmingham, Anglia, la LG Arena și s-a încheiat pe 27 iulie 2014 în Scarborough, North Yorkshire, la Scarborough Open Air Theatre. Little Mix ar fi trebuit să înceapă etapa nord-americană a turneului în septembrie 2014, dar a fost anulată din cauza faptului că au vrut să lucreze la următorul lor album.

### 2015–2016: Get Weird

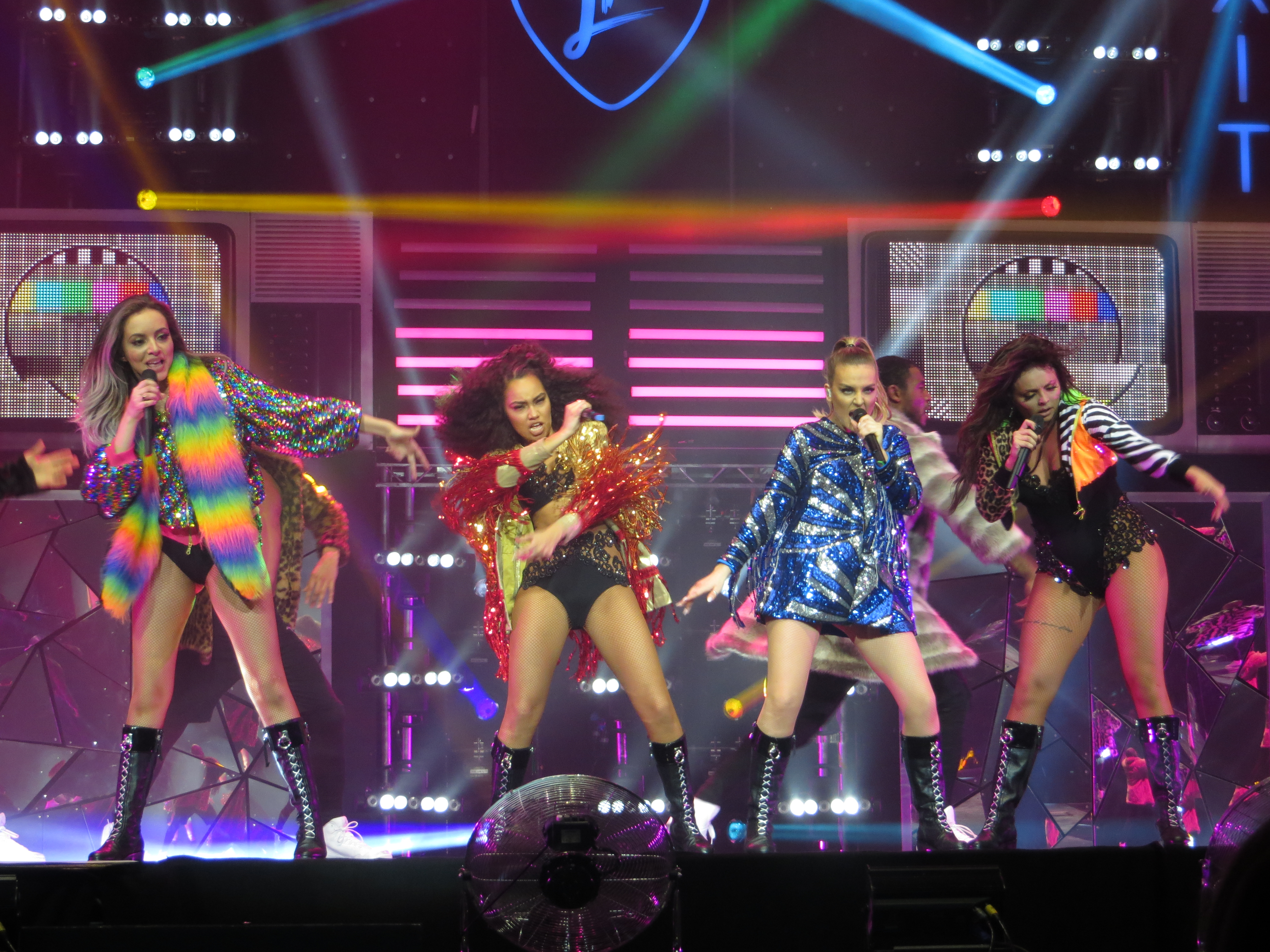
Little Mix - Get Weird Tour 2016

La Brit Awards 2015, grupul a confirmat că albumul lor a fost finalizat, descriindu-l ca având un "sunet cu totul nou" și proiectând lansarea pentru cândva în 2015. După ce au scris peste 100 de cântece pentru viitorul lor album, în mai 2015 Little Mix a lansat lead single-ul "Black Magic" de pe cel de-al treilea album de studio. Cântecul a debutat pe primul loc în Marea Britanie și a rămas în vârful clasamentului timp de trei săptămâni, devenind primul single al unui grup de fete care reușește acest lucru de la "About You Now" al trupei Sugababes, în octombrie 2007. Single-ul a ajuns, de asemenea, pe locul 3 în Irlanda, pe locul 4 în Belgia (Flandra), pe locul 5 în Israel, pe locul 8 în Australia și pe locul 67 în Statele Unite, devenind cel mai bine clasat single în Billboard Hot 100 al trupei. Trupa a interpretat piesa pentru prima dată în iunie 2015 pentru Capital's Summertime Ball pe stadionul Wembley, alături de câteva dintre hiturile lor anterioare. "Black Magic" a fost interpretată piesa și la Teen Choice Awards în august 2015, după ce au primit premiul de Breakout Artist. De atunci, "Black Magic" a fost certificat cu aur în SUA pentru vânzări de 500.000 de exemplare, cu platină în Canada pentru vânzări de 80.000 de exemplare și cu dublă platină atât în Australia, cât și în Marea Britanie pentru vânzări de 140.000, respectiv 1.200.000 de exemplare. Pe 15 iulie 2015, Little Mix au anunțat pe Twitter că cel de-al treilea album de studio al lor se va numi Get Weird și că va fi disponibil pentru precomandă în Marea Britanie începând cu ziua următoare, data de lansare la nivel mondial fiind stabilită pentru 6 noiembrie 2015. Pe 25 septembrie, trupa a lansat "Love Me Like You" ca al doilea single de pe album, acesta fiind lansat ca single doar în Marea Britanie, Irlanda, Australia și Noua Zeelandă. Trupa a interpretat piesa pentru prima dată la X Factor Australia în octombrie 2015, apoi la Royal Albert Hall în decembrie 2015 și la Capital Jingle Bell Ball. Cel de-al treilea album de studio al trupei, Get Weird, a debutat pe locul 2 în Marea Britanie, devenind cel mai bine clasat album al trupei în această țară. În Statele Unite, albumul a ajuns pe locul 13 în topul Billboard 200, ceea ce face din Little Mix singurul grup de fete din Marea Britanie ale cărui primele trei albume au debutat în primii cincisprezece din Billboard 200. Albumul a fost certificat dublu platină în Marea Britanie și s-a vândut în peste 600.000 de unități până în august 2016, fiind cel mai bine vândut album a lor de până acum. Pe 5 decembrie, trupa a anunțat pe Twitter că piesa "Secret Love Song", cu cântărețul american de R&B Jason Derulo, va fi lansată ca al treilea single al albumului. Single-ul a ajuns pe locul șase în UK Singles Chart. Pe 24 februarie 2016, trupa a interpretat piesa "Black Magic" la gala Brit Awards 2016, unde a fost nominalizată pentru cel mai bun single britanic și cel mai bun videoclip al unui artist britanic.
Pe 13 martie 2016, Little Mix a pornit în turneul Get Weird Tour pentru a promova albumul, un turneu de 60 de date în Europa, Australia și Asia. Turneul Get Weird a vândut peste 300.000 de bilete în Marea Britanie. Pe 11 aprilie 2016, grupul a anunțat că piesa "Hair" va fi cel de-al patrulea single de pe Get Weird și că va fi o colaborare cu artistul reggae pop Sean Paul. Single-ul a fost lansat pe 15 aprilie 2016 și a ajuns pe locul 11 în topul britanic, în timp ce a ajuns pe locul 10 în Australia, fiind al patrulea single din top 10 acolo.

### 2016–2019: Glory Days și LM5

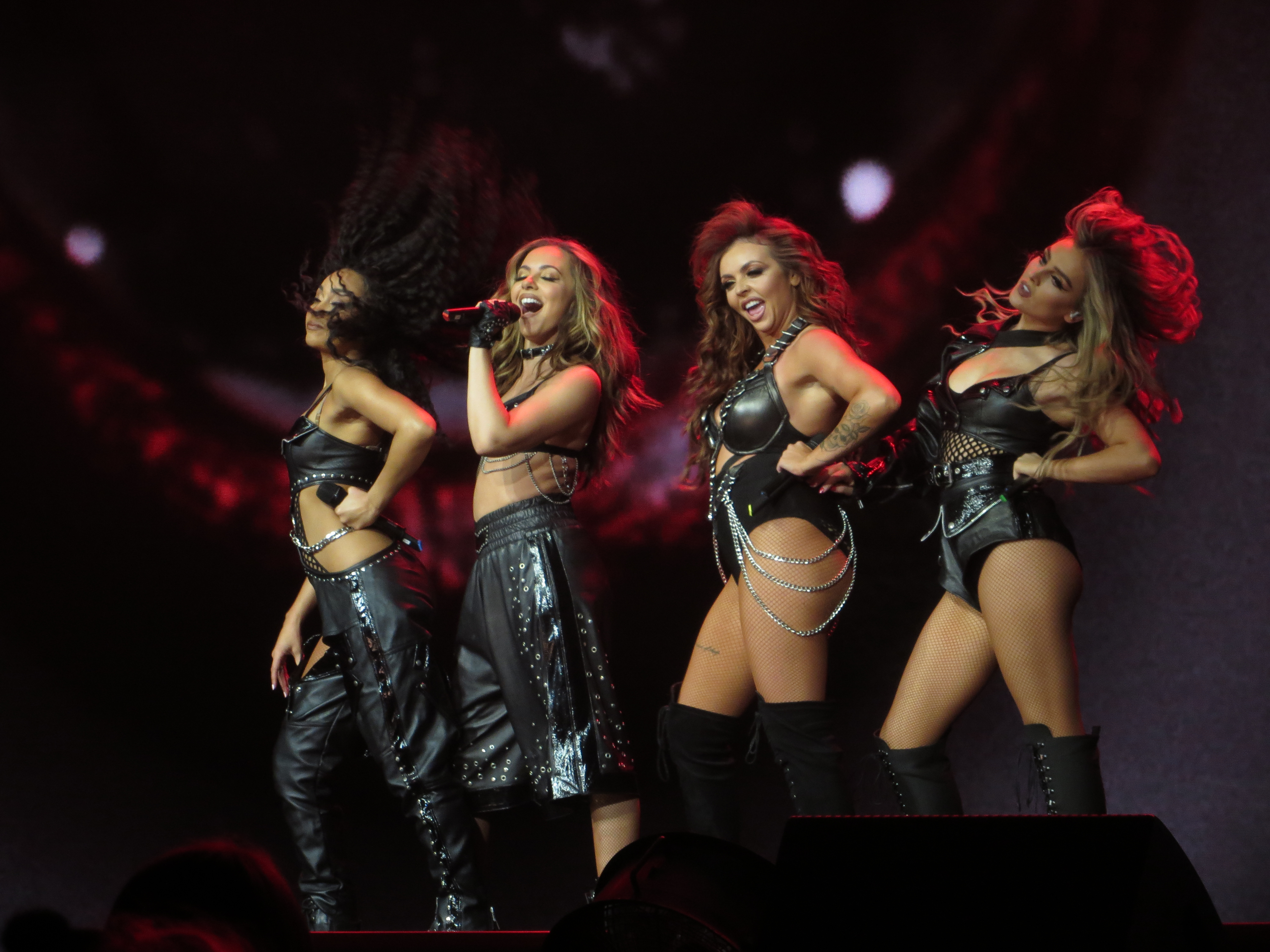
Little Mix - Glory Days Tour 2017

Pe 21 iunie 2016 a fost anunțat faptul că grupul a început să lucreze la cel de-al patrulea album de studio; ulterior au confirmat că vor lansa muzică nouă "înainte de Crăciun". În cadrul unui interviu acordat la V Festival din Chelmsford, grupul a anunțat că single-ul lead de pe cel de-al patrulea album de studio va fi lansat în octombrie 2016. Pe 13 octombrie 2016, Little Mix a anunțat că titlul melodiei este "Shout Out to My Ex" și că cel de-al patrulea album de studio al lor se va numi Glory Days. "Shout Out to My Ex" a fost lansat pe 16 octombrie 2016, după prima interpretare live a melodiei în cadrul emisiunii The X Factor. Cântecul a debutat pe primul loc în UK Singles Chart, devenind al patrulea single de top în această țară. A vândut 67.000 de descărcări în prima săptămână de lansare, devenind cea mai mare vânzare de descărcări în prima săptămână de lansare pentru o piesă în 2016 în Marea Britanie.
Glory Days a fost lansat pe 18 noiembrie 2016 și a debutat pe primul loc în topul albumelor din Marea Britanie, devenind primul album al grupului pe primul loc în Marea Britanie și al optulea grup de fete din istorie care obține un album pe primul loc. Albumul s-a vândut în 96.000 de exemplare în prima săptămână, ceea ce reprezintă cea mai mare cifră de vânzări în prima săptămână pentru un album numărul unu al unui grup de fete din Marea Britanie de la Spice Girls în 1997 și cea mai rapidă vânzare a unui album numărul unu al unui grup de fete din ultimii 15 ani, de la Destiny's Child's Survivor în 2001. Glory Days a petrecut cinci săptămâni pe primul loc în topul albumelor din Marea Britanie, devenind astfel cel mai longeviv număr unu pentru un grup de fete de la debutul Spice Girls, cu 20 de ani înainte, depășind Survivor de la Destiny's Child. Albumul a ajuns pe primul loc în Irlanda și a debutat pe locul doi în Australia, precum și în top 10 în Olanda, Noua Zeelandă și Spania. Little Mix au anunțat pe 5 decembrie 2016 că piesa "Touch" va fi lansată ca al doilea single de pe albumul Glory Days. A fost lansată pe 18 decembrie 2016 și a ajuns pe locul patru în Marea Britanie. La Brit Awards 2017, grupul a fost nominalizat la trei premii, câștigând premiul pentru cel mai bun single britanic pentru piesa "Shout Out to My Ex", pe care a și cântat-o în cadrul show-ului. Un remix al piesei lor "No More Sad Songs", cu Machine Gun Kelly, a fost lansat pe 3 martie 2017 ca al treilea single de pe Glory Days și a ajuns pe locul 15 în UK Official Singles Chart. 
În perioada februarie-aprilie 2017, Little Mix au susținut un turneu în America de Nord, fiind una dintre trupele care au cântat în deschiderea turneului Dangerous Woman al Arianei Grande.  Grupul a pornit apoi în propriul turneu The Glory Days Tour, care a început pe 24 mai 2017 în Europa, prima dată în Marea Britanie fiind pe 9 octombrie în Scoția. Un remix al piesei lor "Power", cu Stormzy, a fost lansat pe 26 mai 2017 ca al patrulea single de pe Glory Days și a ajuns pe locul șase în Marea Britanie. În august 2017, Little Mix și trupa latino-americană de băieți CNCO au colaborat la o versiune remixată a piesei "Reggaetón Lento (Bailemos)" a celui din urmă grup. Cântecul a fost inclus pe relansarea albumului Glory Days, care a fost lansat pe 24 noiembrie 2017, și a prezentat o listă de piese revizuită cu patru piese remixate și trei piese noi, precum și un documentar bonus. Până în noiembrie 2017, Glory Days s-a vândut în peste 1,6 milioane de exemplare în întreaga lume. Grupul a anunțat pe 27 noiembrie 2017 că va susține turneul Summer Hits Tour 2018, iar biletele au fost puse în vânzare pe 30 noiembrie.
În februarie 2018, Pinnock a anunțat că trupa lucrează la cel de-al cincilea album, care va fi lansat în 2018, și că va avea loc un turneu care va însoți albumul. Pe 14 iunie 2018, s-a anunțat că o piesă a celor de la Little Mix și a trio-ului american de DJ Cheat Codes, "Only You", va face parte din albumul de compilații The Pool Party, care va fi lansat pe 6 iulie 2018 de Ministry of Sound. Piesa a fost lansată pe 22 iunie 2018. Pe 30 septembrie 2018, grupul a anunțat pe conturile lor de socializare "Woman Like Me", single-ul lead de pe cel de-al cincilea album de studio LM5, cu participarea rapperiței americane de origine trinidadiană Nicki Minaj. Acesta a fost lansat pe 12 octombrie 2018. Videoclipul piesei a fost lansat două săptămâni mai târziu, pe 25 octombrie 2018. Piesa a debutat pe locul cinci în UK Singles Chart, ajungând ulterior pe locul doi. Pe 21 octombrie 2018, Little Mix au cântat pentru prima dată piesa "Woman Like Me" la BBC Radio 1 Teen Awards, unde au câștigat și premiul pentru "Best British Group" în cadrul ceremoniei. Little Mix a interpretat piesa și în cadrul emisiunii The X Factor pe 27 octombrie 2018. După lansarea piesei "Woman Like Me", Little Mix au fost târâte într-o dispută între Cardi B și Nicki Minaj, Cardi B susținând că melodia i-a fost trimisă mai întâi ei, înainte de a-i da featuring-ul lui Minaj. Pe 30 octombrie 2018, grupul a abordat situația într-un tweet, spunând că ambele rapperițe au fost abordate de casa lor de discuri pentru a lucra la piesă, dar Minaj a fost abordată prima. De asemenea, ele au declarat: "Am ales-o pe Nicki pentru că, așa cum am spus de ani de zile, a fost un vis al nostru să lucrăm cu ea încă de la început".

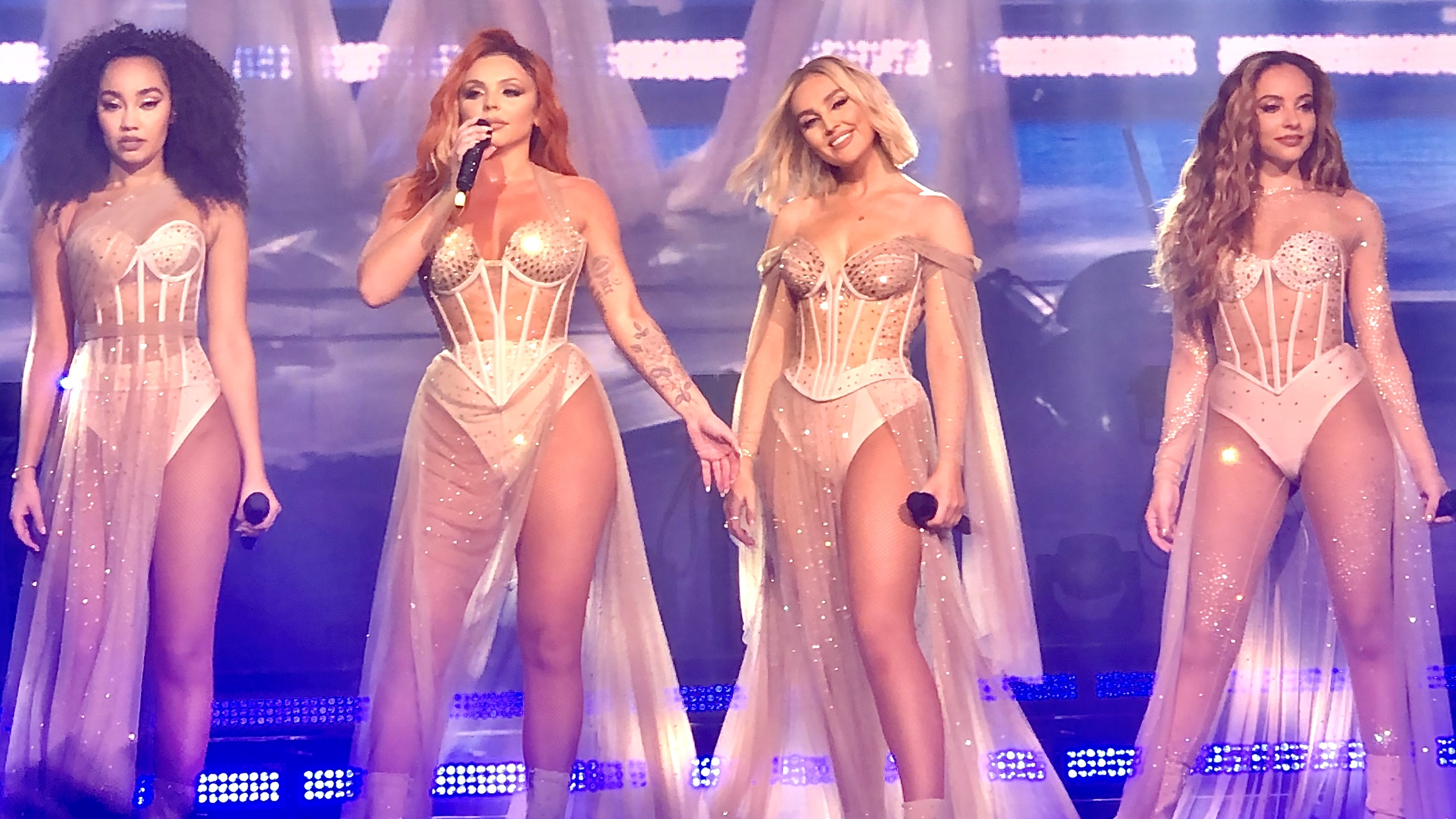
Little Mix - LM5 Tour 2019

Pe 2 noiembrie 2018, grupul a lansat piesa "Joan of Arc" ca primul single promoțional de pe LM5, și a ajuns pe locul 61 în UK Singles Chart. O săptămână mai târziu, pe 9 noiembrie 2018, "Told You So" a fost lansat ca al doilea single promoțional de pe album și a ajuns pe locul 83 în UK Singles Chart. Grupul a interpretat apoi piesa "Woman Like Me" alături de Nicki Minaj la MTV European Music Awards, pe 4 noiembrie 2018, unde au câștigat un premiu pentru cel mai bun act din Marea Britanie și Irlanda. Ulterior, s-a anunțat că grupul se va despărți de casa de discuri a lui Cowell, Syco Music, din cauza faptului că aceasta nu mai lucrează cu firma de management a grupului. LM5 a fost lansat pe 16 noiembrie 2018 și a fost distribuit de RCA UK și Columbia Records, urmând ca viitoarele discuri să fie lansate de aceasta din urmă. Pe 13 noiembrie 2018, Little Mix a făcut echipă cu Apple Music pentru un spectacol live exclusiv în Londra, cu piese noi de pe noul lor album, LM5. Spectacolul a fost acompaniat de o formație live, ceea ce a marcat primul concert al grupului cu o formație live din ultimii trei ani. În aceeași zi, "The Cure" a fost lansat ca al treilea și ultimul single promoțional de pe albumul LM5, unde a ajuns pe locul 49 în UK Singles Chart. Odată cu lansarea albumului, au fost lansate și videoclipurile pentru piesele "Strip" și "More Than Words".
Pe 14 decembrie 2018, Little Mix a interpretat pentru prima dată piesa "Think About Us" în cadrul emisiunii The Graham Norton Show. Pe 25 ianuarie 2019, Little Mix a lansat o versiune remixată a piesei "Think About Us" ca al doilea și ultimul single de pe albumul LM5. Melodia este alături de cântărețul și compozitorul american Ty Dollar $ign. Melodia a ajuns pe locul 22 în UK Singles Chart.  La Brit Awards 2019, grupul a fost nominalizat la două premii, câștigând premiul pentru cel mai bun videoclip britanic pentru "Woman Like Me". În timpul ceremoniei, au interpretat un remix al melodiei cu rapperița Ms. Banks din sudul Londrei.  În timpul unui live, Jesy Nelson a menționat că trupa se află în faza de scriere a celui de-al șaselea album de studio. Pe 26 mai 2019 au anunțat single-ul "Bounce Back". În aceeași zi, Little Mix a cântat în cadrul BBC Radio 1's Big Weekend 2019. "Bounce Back" a fost lansată pe 14 iunie 2019. Pe 1 septembrie 2019, grupul au fost headlinerii al celei de-a doua seri a Festivalului Fusion din Liverpool, Marea Britanie.
Cel de-al șaselea turneu de concerte al trupei Little Mix, LM5: The Tour, a început pe 16 septembrie 2019 la Madrid, Spania. Turneul a susținut cel de-al cincilea album de studio al trupei, LM5, și a constat în 40 de concerte în Europa, încheindu-se pe 22 noiembrie 2019. În timpul ultimului concert al turneului, Stormzy și Kamille s-au alăturat grupului pentru a interpreta "Power" și, respectiv, "More Than Words". Pe 18 noiembrie 2019, Little Mix au anunțat că vor lansa primul lor single de Crăciun, intitulat "One I've Been Missing". Piesa a fost lansată pe 22 noiembrie 2019.

### 2020: Confetti, plecarea lui Nelson și alte proiecte
Pe 15 ianuarie 2020, Little Mix au anunțat pe rețelele de socializare că vor fi headlinerii de la GRLS! Festival din São Paulo, Brazilia. Au cântat la festival pe 8 martie 2020. În februarie 2020, grupul a început să filmeze o emisiune de concurs muzical de televiziune de tip reality show, intitulată Little Mix The Search, care a început să fie difuzată pe BBC One la 26 septembrie 2020. În martie 2020, Pollstar a publicat o listă a celor 50 de turnee feminine cu cele mai mari încasări din ultimele două decenii (2000-2019). Little Mix au fost plasate pe locul al doilea în topul grupului de fete de pe listă, doar după Spice Girls, cu 94.856.997 de dolari brut și 1.757.654 de bilete vândute. Pe 12 martie 2020, Little Mix au lansat un videoclip pentru piesa "Wasabi", care a marcat sfârșitul erei LM5.
Pe 27 martie 2020, grupul a lansat "Break Up Song", single-ul lead de pe cel de-al șaselea album de studio, care urma să apară la acel moment fără titlu. Aceasta a fost prima lansare în întregime sub noua lor casă de discuri RCA. Single-ul a fost însoțit de un lyric video, lansat în aceeași zi. Videoclipul melodiei a fost lansat pe 8 mai 2020. Videoclipul a fost semi-animat, deoarece au fost nevoiți să anuleze filmările planificate pentru acest cântec din cauza pandemiei COVID-19. Promovarea single-ului s-a făcut de la distanță din cauza pandemiei. Pe 19 aprilie 2020, Little Mix au interpretat o versiune acustică a piesei "Touch" în cadrul emisiunii One World, difuzată în exclusivitate în Marea Britanie: Together at Home (Împreună acasă). Pe 24 iulie, grupul a lansat cel de-al doilea single de pe album, intitulat "Holiday". Piesa a fost anunțată într-un videoclip postat pe rețelele de socializare pe 16 iulie 2020. Un lyric video pentru această piesă a fost lansat pe canalul de YouTube al grupului. Videoclipul piesei "Holiday" a fost lansat pe 28 august 2020. Little Mix au pornit concertul lor virtual intitulat Little Mix Uncancelled pe 21 august, după ce turneul lor Summer 2020 Tour a fost anulat din cauza pandemiei COVID-19. Pe 15 septembrie 2020, Little Mix au apărut în emisiunea Live Lounge de la BBC Radio 1 și a interpretat o versiune acustică a piesei "Holiday". De asemenea, grupul a interpretat piesa "Falling" a lui Harry Styles, iar spre final a făcut un mash-up cu piesa "Head & Heart" a lui Joel Corry.  Pe 9 octombrie, a fost lansat single-ul promoțional "Not a Pop Song". Pe 15 octombrie, Little Mix au anunțat cel de-al doilea single promoțional "Happiness", lansat a doua zi. Cel de-al treilea single de pe album, "Sweet Melody", a fost lansat pe 23 octombrie, împreună cu un videoclip. Piesa a ajuns pe primul loc în Marea Britanie în ianuarie 2021, la trei luni de la lansarea sa inițială.
Cel de-al șaselea album al lor, Confetti, a fost lansat pe 6 noiembrie 2020, iar piesa care dă titlul albumului a fost lansată cu o zi înainte, pe 5 noiembrie 2020. Coperta albumului, titlul și data de lansare au fost anunțate pe 16 septembrie 2020. Confetti a fost descris de Pinnock ca fiind "cel mai mare" album al grupului de până acum. Pe 8 noiembrie 2020, grupul au prezentat gala MTV Europe Music Awards 2020; de asemenea, au interpretat piesa "Sweet Melody" în cadrul ceremoniei. Între 21 și 22 noiembrie, un film despre turneul LM5 Tour a avut premiera în cinematografele din întreaga lume. Trailerul filmului a fost lansat pe YouTube la 15 octombrie 2020. În Mexic, LM5: The Tour Film a debutat pe locul al zecelea în box office-ul mexican, cu încasări de 375,9 mii de pesos.
În urma unei boli care a împiedicat-o pe Nelson să apară în timpul finalei Little Mix The Search și să fie co-prezentatoare a MTV Europe Music Awards 2020 alături de Edwards, Pinnock și Thirlwall, s-a anunțat de către publicistul grupului la 17 noiembrie 2020 că Nelson va lua o pauză prelungită din grup din motive medicale. Pe 23 noiembrie, Little Mix și Nathan Dawe și-au anunțat colaborarea pentru piesa "No Time for Tears" pe rețelele lor de socializare. A fost lansat ca single pe 25 noiembrie 2020 de către RCA și Warner Music. La 14 decembrie 2020, Nelson și-a anunțat plecarea din grup din cauza unor probleme de sănătate mentală. După plecarea lui Nelson, grupul a anunțat că va continua ca trio.

### 2021-2022: Ca trio, Between Us și pauza
În ianuarie 2021, Little Mix au obținut cel de-al cincilea single de pe primul loc în Marea Britanie cu piesa "Sweet Melody", care a ajuns pe primul loc în UK Singles Chart la trei luni de la lansare. Pe 8 februarie 2021, grupul și-a amânat turneul „Confetti Tour” pentru anul 2022. Turneul a fost inițial planificat să înceapă în aprilie 2021, dar a fost amânat din cauza pandemiei COVID-19 în curs de desfășurare și, de asemenea, pentru siguranța echipei și a fanilor lor. În martie 2021, Little Mix au apărut pe coperta ediției din martie a revistei Glamour, care a marcat prima lor copertă de revistă în calitate de trio. De asemenea, au câștigat premiul pentru "Gamechangers in Music" în cadrul Glamour Women of The Year Awards. Mai târziu, în aceeași lună, grupul a fost prezentat în cadrul emisiunii LOL-a-thon de la BBC Radio 1 pentru Comic Relief's Red Nose Day, pentru a-i ajuta pe cei care se luptă din cauza impactului continuu al pandemiei COVID-19 în Marea Britanie.
Pe 21 aprilie 2021, Little Mix au anunțat că remixul piesei "Confetti", piesa care dă titlul celui mai recent album al lor, va fi cel de-al patrulea single al albumului. Remixul, cu rapperița americană Saweetie, a fost lansat pe 30 aprilie 2021, alături de un videoclip. Piesa a debutat pe locul 15 în UK Singles Chart. Pe 29 aprilie, cu o zi înainte de lansarea piesei "Confetti", Little Mix au apărut pe coperta revistei Euphoria Magazine. În mai 2021, Little Mix au fost anunțate ca fiind câștigătoarele la categoria „Cel mai bun grup la Global Awards 2021”, și au devenit primul grup de fete care a câștigat Premiul Brit pentru „Grupul Britanic la Brit Awards 2021”. În aceeași lună, Leigh-Anne Pinnock și Perrie Edwards și-au anunțat amândouă sarcinile.  Pe 13 mai 2021, grupul a fost prezentat în cadrul emisiunii Released de pe YouTube, cu o interpretare acustică live exclusivă a piesei "Confetti", după episodul lor. Pe 14 mai 2021, Little Mix au anunțat o nouă piesă muzicală prin postarea unui link către un site care afișa un cronometru de 24 de ore. Pe 15 mai 2021, după ce cronometrul de 24 de ore s-a încheiat, grupul a anunțat noul single "Heartbreak Anthem" alături de Galantis și David Guetta, care a fost lansat pe 20 mai 2021. În aceeași zi a fost lansat și videoclipul piesei, regizat de Samuel Douek. Când piesa a petrecut a zecea săptămână în top zece în iulie 2021, Little Mix au devenit primul grup de fete care a acumulat 100 de săptămâni petrecute în top zece al UK Singles Chart. Pe 21 mai, la o zi după lansarea piesei "Heartbreak Anthem", Little Mix au apărut pe coperta digitală a revistei Hunger. În iunie 2021, s-a dezvăluit că Little Mix a fost cel mai difuzat grup la radioul britanic în 2020 și al șaselea la nivel general.
La 16 iulie 2021, s-a anunțat că Little Mix vor fi onorate cu figuri de ceară la Madame Tussauds din Londra, pentru a sărbători aniversarea a zece ani de la înființarea grupului. În urma plecării lui Jesy Nelson din grup în decembrie 2020, s-a dezvăluit că aceasta va figura în continuare ca una dintre figuri, deoarece a fost o parte importantă a grupului în cei zece ani petrecuți împreună, iar figurinele de ceară vor înfățișa grupul într-unul dintre cele mai populare videoclipuri ale lor. Figurinele au fost dezvăluite la centrul de atracții Baker Street pe 28 iulie 2021 reprezintă grupul în ținutele folosite în videoclipul "Bounce Back". Pe 23 iulie, grupul a lansat piesa "Kiss My (Uh Oh)", în colaborare cu Anne-Marie, ca al patrulea single de pe cel de-al doilea album de studio al acesteia, Therapy. Videoclipul piesei a fost regizat de Hannah Lux Davis și a avut premiera pe canalul YouTube al lui Anne-Marie în aceeași zi.
Pe 19 august, grupul a anunțat că va lansa primul album de greatest hits, Between Us, cu ocazia aniversării a zece ani de la înființare. Single-ul lead de pe album, "Love (Sweet Love)", a fost anunțat pe 30 august 2021 și a fost lansat pe 3 septembrie. Between Us a fost lansat în noiembrie 2021, conținând cinci piese noi. Pe 11 noiembrie 2021, cu o zi înainte de lansarea albumului Between Us, grupul a apărut pe coperțile revistelor DIY și Attitude pentru a promova albumul.
La 2 decembrie 2021, grupul a anunțat că va lua o pauză după încheierea turneului Confetti Tour planificat în 2022 pentru a se "reîncărca" și a lucra la proiecte solo. În decembrie 2021, Amazon a numit Little Mix drept unul dintre cei mai mari artiști ai anului 2021 pe Amazon Music. În 2021, Vevo UK a dezvăluit că Little Mix a fost cea mai bună trupă feminină din acel an și singura trupă britanică care a apărut în topul primelor zece din listă. Pe 19 decembrie 2021, grupul a primit două nominalizări la premiile Brit Awards 2022, pentru „Grupul anului” și „Cântecul internațional al anului” pentru "Heartbreak Anthem".
Pe 3 februarie, s-a anunțat că grupul a fost al zecelea grup cu cele mai mari vânzări la nivel global din 2021, albumul lor de mari succese, Between Us, fiind unul dintre cele mai bine vândute albume la nivel global din acel an.
Între aprilie și mai 2022, grupul a pornit în turneul The Confetti Tour, care a început pe 9 aprilie 2022 la SSE Arena din Belfast și s-a încheiat pe 14 mai 2022 la The O2 Arena din Londra. În urma primului dintre cele două concerte susținute la OVO Hydro Arena din Glasgow, au fost felicitate și au primit o placă înrămate pentru a comemora faptul că au devenit trupa care a susținut cele mai multe concerte, grupul cu cele mai mari vânzări de bilete din toate timpurile la arenă. După cel de-al doilea spectacol, Ovo Hydro Arena a anunțat pe Twitter că Little Mix deține acum și recordul pentru "cele mai multe bilete vândute pentru un singur spectacol cu toate locurile pentru un act muzical" în acest loc.
Pe 6 aprilie 2022, Little Mix au anunțat că vor transmite în direct ultima dată a turneului lor de la The O2 Arena, din Londra. Stream-ul se intitulează Little Mix: The Last Show (For Now...) și a fost disponibil atât pentru streaming live, cât și pentru o lansare limitată în cinematografe pe 14 mai 2022. Biletele au fost puse în vânzare pe 27 aprilie 2022, iar o parte din încasări au fost donate organizațiilor caritabile Child Poverty Action Group și Choose Love. Pe 6 mai 2022, Little Mix au anunțat că intenționează să se reunească în viitor, după pauza de după turneul The Confetti Tour. Ele au afirmat că au decis să își gestioneze propriile lansări solo și nu au planuri de a lansa muzică în același timp pentru a evita să se ciocnească în topuri. În aceeași lună, grupul a apărut în emisiunea The One Show, care a fost ultimul lor interviu înainte de pauză. Înainte ca grupul să intre în pauză, Edwards a recunoscut că plănuiau deja un calendar pentru revenirea lor, ea sugerând că pauza ar putea dura doi ani.

## Membri
- Leigh-Anne Pinnock (născută 4 octombrie 1991)
- Jade Thirlwall (născută 26 decembrie 1992)
- Perrie Edwards (nascută 10 iulie 1993)
- Fost membru, Jesy Nelson (născută 14 iunie 1991)

## Discografie
Articolul principal: Discografia Little Mix
- DNA (2012)
- Salute (2013)
- Get Weird (2015)
- Glory Days (2016)
- LM5 (2018)
- Confetti (2020)
- Between Us (2021)